# Höwisch
Höwisch este o comună din landul Saxonia-Anhalt, Germania.